# Nach 7 Tagen – Ausgeflittert
Nach 7 Tagen – Ausgeflittert (Originaltitel: The Heartbreak Kid) ist eine Filmkomödie aus dem Jahr 2007 mit Ben Stiller in der Hauptrolle. Regie führten Peter und Bobby Farrelly, die gemeinsam mit Scot Armstrong, Kevin Barnett und Leslie Dixon auch das Drehbuch schrieben. Der Film ist eine Neuverfilmung von Elaine Mays Film Der Herzensbrecher (1972).

## Handlung
Eddie Cantrow ist Besitzer eines kleinen Sportartikelgeschäfts in San Francisco und seit längerer Zeit ohne feste Freundin. Seine Freunde und vor allem sein Vater drängen ihn, alsbald eine feste Partnerin fürs Leben zu finden. Zufällig macht er die Bekanntschaft von Lila, als er einem Dieb hinterherläuft, der ihre Handtasche raubte. Eddie und Lila lernen sich kennen und lieben. Bereits nach sechs Wochen heiratet er sie, um ihre berufliche Versetzung ins ferne Rotterdam zu verhindern. Gemeinsam reist das frisch vermählte Paar in die Flitterwochen nach Los Cabos in Mexiko, wo Eddie seine Frau erst richtig kennenlernt und sich dabei immer mehr von ihr entfremdet. Schon auf der Hinfahrt singt sie sämtliche Musiktitel aus dem Radio laut mit und schließt Bootstouren aufgrund von Seekrankheit kategorisch aus. Beim Sex setzt sie ihre Vorlieben für eine härtere Gangart durch.
In Mexiko erfährt Eddie, dass der Handtaschendieb Lilas „Ex“ war, dem sie 26.000 US-Dollar schuldet. Ihr angeblicher Job als Umweltforscherin entpuppt sich als Volontariat ohne Gehalt. Da sie früher Kokain genommen hatte, hat sie eine Nasenscheidewandverkrümmung und spuckt dadurch manchmal Getränke durch die Nase aus. Es kommt zum Streit, an dessen Ende Lila aus dem Hotelzimmer läuft. Auf der Suche nach ihr lernt Eddie die lebenslustige, alleinstehende Miranda kennen, die mit ihren Verwandten im selben Hotel wohnt. Als Lila am nächsten Tag beim Sonnenbaden am Strand nicht auf Eddies Ratschlag hört, sich mit Sonnenschutzcreme einzureiben, bekommt sie am ganzen Körper einen Sonnenbrand und gibt Eddie die Schuld dafür. Von nun an verkriecht sie sich im Hotelzimmer, um nicht gesehen zu werden, und Eddie verbringt einen Großteil seiner freien Zeit mit Miranda, in die er sich schließlich verliebt. Er verschweigt ihr aber, dass er sich eigentlich gerade in den Flitterwochen befindet.
Nachdem Eddie klar wird, dass er und Lila so gut wie nichts gemein haben, beschließt er, sie zu verlassen. Inzwischen erkennt Mirandas Verwandtschaft Eddies Situation und warnt Miranda, die daraufhin nichts mehr mit ihm zu tun haben will. Nachdem Lila von der Beziehung zu Miranda erfährt und wütend Eddies Sachen und Papiere verbrennt, versucht er, illegal in die Vereinigten Staaten zurückzukehren, was er nach mehreren Anläufen auch schafft. Dort besucht er Miranda und erfährt, dass diese mittlerweile mit ihrem Freund Cal verheiratet ist, von dem sie zuvor eine Auszeit ihrer Beziehung haben wollte.
Nach einiger Zeit der Trauer beschließt Eddie einen Neuanfang und zieht dauerhaft nach Mexiko, denn sein Sportartikelgeschäft ist nach der zwischenzeitlichen Scheidung in Lilas Besitz übergegangen. Er eröffnet ein kleines Geschäft am Strand seiner neuen Wahlheimat und trifft dort nach 18 Monaten Miranda wieder, die inzwischen von Cal geschieden ist. Sie eröffnet ihm, jetzt zu wissen, wie es sei, jemanden zu heiraten, ohne ihn vorher richtig kennengelernt zu haben und eigentlich jemand anderen zu lieben, und verabredet sich mit Eddie für den Abend. Kaum ist Miranda voller Vorfreude verschwunden, wird Eddie von seiner jetzigen Frau Consuela angesprochen, die sich schon auf das heutige Zusammensein anlässlich ihres ersten Hochzeitstags freut. Er antwortet, dass er später etwas mit ihr zu besprechen habe. Es ist die gleiche Situation wie damals mit Lila, als er sich zur Trennung entschlossen hatte und es ihr später mitteilen wollte.

## Hintergrund
- In einer zusätzlichen Szene in der Mitte des Abspanns wird nochmal Lila in Mexiko gezeigt, mit einem Esel als Liebhaber.
- Im Film erklärt Lila, dass sie wegen ihres Kokain-Konsums eine Septumdeviation bekommen hat. Tatsächlich bekommt man von Kokain keine Verbiegung der Nasenscheidewand, sondern eine Durchlöcherung.
- Das Drehbuch basiert auf der Kurzgeschichte A Change of Plan von Bruce Jay Friedman. Der Film ist eine Neuverfilmung des italienischen Films Luna di miele in tre aus dem Jahr 1976 und eine Neufassung des Films Pferdewechsel in der Hochzeitsnacht (Originaltitel: The Heartbreak Kid) aus dem Jahr 1972.[3]
- Der Film wurde in Los Angeles, San Francisco und im mexikanischen Cabo San Lucas gedreht.[4]
- Kinostart in den USA war am 5. Oktober 2007, in Deutschland am 1. November 2007. In Deutschland wurden rund 1,1 Millionen Kinobesucher gezählt.
- Der Film spielte in den Kinos weltweit rund 127,8 Millionen US-Dollar ein, davon rund 36,8 Millionen US-Dollar in den USA und 11,7 Millionen US-Dollar in Deutschland.[5]
- Die Rolle von Eddies Vater wird von Ben Stillers tatsächlichem Vater Jerry Stiller gespielt.
- Eva Longoria hat einen Gastauftritt in der letzten Szene als Consuela, die neue Frau von Eddie.
- Patty, die Frau, die mit Eddies Vater im Whirlpool ist, wird vom US-amerikanischen Pornostar Kayla Kleevage gespielt.

## Kritiken
„Romantische Komödie als Neuverfilmung eines Neil-Simon-Stoffs „Pferdewechsel in der Hochzeitsnacht“ aus dem Jahr 1972, die die Vorlage recht frei und mit viel Tempo variiert. Abwechslungsreiche Unterhaltung mit überzeugenden Darstellern, einigen Sprüngen, angesiedelt zwischen derben Witzen und einigem Tiefgang.“